# Ludza
Ludza (polaco: Lucyn) es una villa letona, capital del municipio homónimo. Según el censo realizado el 1 de enero de 2016, contaba con una población de 8718 habitantes.Esta se compone en un 57% por letones y en un 35% por rusos.
Es una de las localidades más antiguas del país. Se menciona en documentos rusos del siglo XII y la Orden Livona tuvo una de sus principales fortalezas en el castillo de Ludza, hoy en ruinas. Es villa desde 1777.
Se ubica unos 15 km al este de Rēzekne, sobre la carretera A12 que une dicha ciudad con la parte meridional de la óblast de Pskov de Rusia.